# Dolichoiulus tongiorgii
Dolichoiulus tongiorgii är en mångfotingart som först beskrevs av Pius Strasser 1973.  Dolichoiulus tongiorgii ingår i släktet Dolichoiulus och familjen kejsardubbelfotingar. Inga underarter finns listade i Catalogue of Life.